# Kínai–magyar szótárak
A kínai–magyar szótárral szemben támasztott elsődleges elvárás, hogy a kínai nyelv szavainak, szóösszetételeinek kiejtését, kínai írott alakját és magyar jelentését közérthető formában feltüntesse. Fontos kritérium továbbá a szótár összeállítójának, készítőinek szakértelme, szakmai kompetenciája, valamint a kínai írásjegyek, szavak kereshetősége. Az írásjegyek, szavak, szóösszetételek kereshetőségét az úgynevezett írásjegykulcsok, gyökök vagy radikálisok rendszerével, valamint a kiejtés szerinti, latin betűs átírás ábécésorrendbe helyezésével valósítható meg, amelynek alapjául az utóbbi évtizedekben elsősorban a pinjin átírás szolgál. Kereshetőség hiányában az összegyűjtött szóanyag nem tekinthető szótárnak, hanem csak szójegyzéknek, glosszáriumnak. A szótár terjedelme alapján lehet kisszótár, középszótár vagy nagyszótár. A 2019 novemberéig nyomtatásban megjelent szótárak egyike sem éri el a középszótár méretet. Egy kínai–magyar szótár összeállításának munkálatai már az 1940-es években elkezdődtek, amely végül, több évtizedes erőfeszítések után sem került kiadásra. A nagyközönség először csak csak 1998-ban vehetett kézbe egy másik projekt keretei között elkészült szótárat. A kínai–magyar szótár bővebb változatai a számítástechnika, az informatika és az internet rohamléptekkel történő fejlődésének köszönhetően inkább digitális formátumban, online szótárként hozzáférhetőek, egyre inkább háttérbe szorítva a hagyományos könyvformátumot.
Bartos Huba és Hamar Imre kínai–magyar szótára az Akadémiai Kiadónál jelent meg 2019 végén (ISBN 978-963-489-044-7) több mint 6 000 írásjegycímszóval és mintegy 74 000 ezekhez kapcsolt összetett címszóval (összesen tehát kb. 80 000-es szókinccsel), valamint több mint 46 000 használati példával, két kötetben, B5-ös méretben, 1064 oldalon. Ennek anyaga a szotar.net weboldalon regisztráció nélkül is, akár magyar–kínai irányban is kereshető.

## Előzmények

### A tajvani szótár
Az első tudományos igényű kínai–magyar szótár összeállítását a magyar jezsuita misszió kezdeményezte. Zsámár Jenő (1904-1974) az 1940-es években még Pekingben kezdett dolgozni egy kínai–magyar és magyar–kínai szótáron. 1949-ben még Peking kommunista fennhatóság alá kerülése előtt Zsámár elhagyta Kínát, és Makaón telepedett le. Ott találkozott a francia jezsuitával, P. Deltourral, aki viszont épp egy kínai-francia szótár összeállításán dolgozott. A két tudós jezsuita elhatározta, hogy lexikográfiai anyagaikat egyesítik, és egy nagy szótárprogramot indítanak útjára. Több, Kínából kiutasított jezsuita csatlakozott a munkához, így az eredetileg kétnyelvű munka kibővült, a szótár nyelveit kiegészítették a spanyollal, az angollal és a latinnal is. 1952-ben a szótárakon dolgozó munkaközösség Makaóról áttette a székhelyét Tajcsung (Taizhong)ba, Tajvanra. Ekkor már 25 jezsuita dolgozott a szótárakon több éven keresztül. Mind az öt szótár Zsámárék által készített monumentális szótáralapot használta, amely mintegy 1,5 millió cédulát jelentett. Minden egyes cédulán különböző kínai szótárak szócikkeinek kivágásai vannak felragasztva, 162.000 írásjegy és 180.000 szóösszetétel alapján rendszerezve. A szótáralap készítői munkájuk során lefordították az alapvető kínai értelmező szótárak összes szócikkeinek összes jelentését. A munkához több mint kétszáz különböző (műszaki, orvosi, közgazdasági stb.) tematikájú szótárat is felhasználtak. A tervek szerint a szótárak egyaránt tartalmaztak volna modern és klasszikus kínai kifejezéseket, hogy segítségükkel ne csak a mai modern kínai nyelvet lehessen jobban elsajátítani, hanem a régi, klasszikus szövegeket is könnyebben lehessen olvasni. Elsőként a francia nyelvű változat készült el, majd 1954 nyarán a magyar változat is. A monumentális kínai-többnyelvű szótárat a mérete és a hatalmas nyomdai költségek miatt nem tudták kinyomtatni. Mivel időközben több kínai-angol szótár is megjelent, úgy döntöttek, hogy a kínai-angol változat elkészítését mellőzik. A Fülöp-szigeteken pedig egy kínai pap szerkesztett a teológusok számára egy kínai-latin szótárat, ezért a latin változat munkálatait is felfüggesztették. Zsámár Jenő azonban kiadta a saját szószedetét, amelyet az Aszketika és misztika című kínai nyelvű kiadványához készített. A szótár rövidített, mintegy 6000 kínai írásjegyet tartalmazó francia változata 1976-ban, a szintén középszótár méretű spanyol változat 1977-ben jelent meg. A kínai–magyar szótáron Vajda Tibor (1914-1995) 1977-ig dolgozott, majd elkészítette a magyar–kínai szótárat is. A kínai–magyar szótár kiadásának jogát az Akadémiai Kiadó 1977-ben vásárolta meg. A magyar–kínai szótár kéziratát a magyar jezsuiták Tajvanon sokszorosították, és az elkészült tíz kötetből álló példányok közül egyet a Magyar Rendtartás Könyvtárának ajándékoztak. A Zsámár Jenő által készített szótáralap jelenleg Tajpejben, a Ricci Institute könyvtárában található.

Ennek a szótárnak a lektorálása az Akadémiai Kiadó megbízásából 1981. júniusától kezdődött. A lektorálásban jelentősebb szerepet, Martoni Tamás, Csongor Barnabás és Nagy Bálint végzett. A lektorálással kapcsolatos tudósításból kiderül, hogy a Budapestre küldött középszótár terjedelmű anyag 6031 írásjegyet és kb. 50 ezer két- és többtagú kifejezést tartalmaz. Az írásjegyek a Wade-Giles átírásnak megfelelő ábécésorrendben szerepelnek. A szótárhoz tartoznak még időrendi táblázatok, mértékegységek táblázata, különböző átírási rendszerek összehasonlító táblázata, vonásszám és kulcsok szerinti index. A Kínai Népköztársaságban használatos egyszerűsített írásjegyeket a szótár eredeti formájában nem tartalmazta. Ezek egy része egy külön függelékben kapott helyet. A lektorálás során számos komoly hiányosságra és következetlenségre derült fény, amely nehézkessé tette volna a szótár használatát. Ennek a szótárnak a lektorálása, kiadásra történő előkészítése a nyolcvanas évek második feléig tartott, azonban végül soha nem jelent meg.

## Megjelent szótárak

### A Bartos–Hamar-féle kínai–magyar szótár
Az első ténylegesen kiadásra kerülő kínai–magyar szótár 1998-ban jelent meg a Balassi Kiadó gondozásában. A szerzőpáros, Bartos Huba (1966– ) és Hamar Imre (1967– ) a szótárba mintegy 3750 írásjegy-címszót, és több mint 8000 összetett címszót gyűjtött egybe. Saját bevallásuk szerint a címszóanyag összeállításakor elsősorban a magyar anyanyelvű kínaiul tanuló, vagy e nyelvet használó nagyközönség igényeit tartották szem előtt. A szótárban szereplő kínai írásjegyek a nemzetközileg elfogadott pinjin ábécésorrendben követik egymást. Egy jól strukturált, kulcsok szerint kereső jegyzék segítségével az írásjegy kiejtése kikereshető. A szótárban szereplő egyes írásjegyek klasszikus írott jelentései is szerepelnek, de élesen nem különülnek el. A szótár elsődlegesen a Kínai Népköztársaságban használatos egyszerűsített írásjegyeket használja, de az írásjegy-címszavaknál zárójelben közlik a hagyományos, egyszerűsítetlen változatot is. Ennek a szótárnak 2001-ben jelent meg a 2. javított, bővített változata. 2013-ban, a Magyar Kultúra Kiadó gondozásában megjelent a 3. kiadása is.

### Az Őri-féle kínai–magyar kisszótár
Az Őri Sándor által összeállított Magyar–kínai, kínai–magyar kisszótár első kiadása 2004-ben jelent meg a Kossuth Kiadó gondozásában. Az 520 oldal terjedelmű kisalakú (85 × 140 mm) kiadvány második felében kapott helyet a kínai–magyar szótár anyaga. A Bartos-Hamar-féle szótárral ellentétben Őri nem ad külön szócikkeket, hanem pinjin ábécésorrendben, megszakítás nélkül követik egymást a kínai szavak, összetételek, amelyből kb. 6500 található. A kereshetőséget egy írásjegykereső táblázat teszi lehetővé. A szótárban az írásjegyeknek csak az egyszerűsített alakja szerepel, a jelentésnél pedig csak a leggyakoribb, modern jelentéseket tünteti fel a szerző. A szótár második, változatlan kiadása 2010-ben jelent meg.

## Online szótárak
Az Bartos-Hamar-féle Kínai–magyar szótár első megjelenése után tíz évvel, 2008-ban az ELTE Konfuciusz Intézete és a MorphoLogic Kft. közös munkával egy folyamatosan javított és bővített online kínai–magyar szótárt készített. A szabadon hozzáférhető, ingyenes online szótárban az egyes tételek a keresőmezőjébe írt kínai írásjegyekkel és pinjin átírásban (hangsúlyjelek nélkül is) egyaránt kereshetők. A keresett kifejezés magyar jelentése a kínai írásjeggyel és a hangsúlyjeleket is tartalmazó pinjin átírással együtt jelenik meg. A keresőfelület magyar, kínai és angol nyelvre egyaránt átállítható.
2017 májusa óta elérhető a CHDICT, egy ingyenes, nyílt forráskódú, közösségileg szerkesztett kínai–magyar szótár. Olyan nemzetközi előzményekre támaszkodik, mint a CC-CEDICT és a HanDeDict. Közel 11 ezer szócikkel indult, de a mérete 2018-ra már meghaladja a 15 ezret. A honlapon kínai írásjegyek, pinjin és magyar szavak alapján is kereshető. A kínai írásjegyekhez vonássorrend-animációkat tartalmaz, ismeretlen írásjegyek megtalálásához pedig kézírás-felismerés áll rendelkezésre. A szótárhoz ingyenes regisztráció után bárki hozzájárulhat új szavakkal, módosításokkal vagy megjegyzésekkel. A teljes szótár egyetlen fájlként letölthető.
A fentieknél korábban volt hozzáférhető, de máig használható a Google Dictionary és a Yahoo oldalán található Babel Fish. A Google szótárának közbeiktatásával magyarról kínaira és kínairól magyarra legfeljebb 500 karakternyi szövegrészek fordítása lehetséges, amely a többszörös gépi fordítás pontatlansága miatt legfeljebb rövidebb mondatok vagy mondatrészek áttekintésére használható.
Kínaiul magyarra történő fordításhoz és szótározásra korlátozott módon alkalmas még a Google Translate kínai–magyar beállítása is.
Ezeken kívül az interneten még számos egyéb, magát kínai–magyar online szótárként feltüntető oldal található, melyek azonban vagy a szótári követelményeknek nem felelnek meg, vagy a szakmai hitelességük kétséges.

### Online kínai–magyar szótárak, fordítóprogramok
- CHDICT: nyílt, közösségileg szerkesztett kínai–magyar szótár
- Az ELTE Konfuciusz Intézet szótára:
- MEK szótár
- A Google Translate kínai–magyar fordítója:
- A Bing Translator:
- A Wikiszótár (kínai–magyar):